# Anat Berko
Anat Berko, in ebraico ענת ברקו‎? (Ramat Gan, 14 gennaio 1960), è una criminologa, politica ed ex militare israeliana.

## Biografia
Nata e cresciuta a Ramat Gan, nel distretto di Tel Aviv, da genitori ebraici emigrati dall'Iraq, era seconda di sei figli.
Dopo aver completato la leva militare obbligatoria, arruolandosi nel 1978 nelle Forze di difesa israeliane, è rimasta nell'esercito, prendendo parte alla prima guerra del Libano e raggiungendo il grado di tenente colonnello.
Ha studiato psicologia, sociologia e criminologia presso l'Università Bar-Ilan, ottenendo un dottorato in criminologia con una tesi sugli attentati suicidi di matrice terroristica, con particolare attenzione sull'impiego di donne e bambini palestinesi.
Negli anni successivi ha intervistato diversi terroristi detenuti nelle prigioni israeliane, tra cui Ahmed Yassin, uno dei fondatori e membri di maggior spicco di Ḥamās, nel 1996.

### Carriera politica
Nel 2015 è stata candidata alle elezioni parlamentari per il Likud, venendo eletta al Knesset per un mandato di quattro anni. Durante questo mandato ha proposto una legge per mettere al bando qualsiasi raffigurazione della bandiera palestinese.
Nonostante sia stata ricandidata alle elezioni dell'aprile 2019, il partito non ha ricevuto voti sufficienti per rieleggerla.

### Vita privata
È sposata con Reuven Berko, dal quale ha avuto tre figli.